# Крюково (Кубенский сельсовет)
Крюково — деревня в Вологодском районе Вологодской области.
Входит в состав Кубенского сельского поселения, с точки зрения административно-территориального деления — в Кубенский сельсовет.
Расстояние по автодороге до районного центра Вологды — 37 км, до центра муниципального образования Кубенского — 7 км. Ближайшие населённые пункты — Тимофеево, Щипино, Ирхино, Барачево, Хрипилево, Подолино, Песочное, Кулешево, Манино, Хвастово, Матвеевское, Лахмино.
По данным переписи в 2002 году постоянного населения не было.